# Орден Святого Георгія (Королівство Угорське)
Орден Святого Георгія або Лицарський Орден Святого Георгія (угор. Szent György Vitézei Lovagrend) — один з перших в Європі світський лицарський орден, заснований 1326 року Карлом I Анжуйським, королем Угорщини та титулярним Королем Галичини та Володимирії.

## Історія
Орден був заснований королем Угорщини, Галичини та Володимирії Карлом I, як світське лицарське братство Святого Георгія при королівському дворі. Точна дата заснування невідома, але, ґрунтуючись на тексті його Статуту, це було в день вшанування Святого Георгія, 23 квітня 1326 року.
В кінці XIII—XIV початку століття в Угорщині загострилися боротьба за владу між королівським двором і могутніми угорськими князями. Після того як 1301 року Карл І вступив на угорський престол йому довелося у збройній боротьбі відстоювати своє право на суверенну владу. В ході цього протистояння з баронами королю потрібні були вірні лицарі, віддані йому особисто.
Для заохочення і згуртування своїх прихильників Карл І Роберт заснував 1326 року Братство лицарів Святого Георгія, що стало першим в Європі світським королівським лицарським орденом. На звання першого лицарського ордену також претендує Орден Святого Георгія заснований Генріх VII Люксембургом, імператором Священної Римської імперії.
Затвердження ордену й оприлюднення його статуту відбулось 23 (або 24) квітня 1326 року й супроводжувалося проведенням великого лицарського турніру. Лицарі Ордену клялися у вірності королю й угорської корони, і повинні були нести службу по охороні короля та королівського двору, оберігати Християнство від нападів язичників, охороняти церковні святині, захищати слабих й бідних, бути прикладом братньої згуртованості та взаємовиручки. Також на лицарів Ордена покладалися обов'язки стежити за виконанням правил на королівських лицарських турнірах.
По статуту Число членів ордену обмежувалося 50 лицарями. Орден не мав Великого магістра, але мав канцлера та двох суддів (світського і духовного). Для прийняття в Орден нових членів необхідна була згода всіх діючих членів Братства.
Орден відігравав велику роль під час правління Карла Роберта і його сина Людовіка I, але вже за їх наступниках Марії І та Сигізмунда І занепав і фактично згас, хоча де-юре ніколи не скасовувався.
Після смерті Людовика І угорський трон став предметом жорстокого спору між різними претендентами, тому Угорське королівство занурилось в громадянську війну, а Орден фактично розпався.

## Символи
Символом Ордену був щит червоного кольору з білим шестикутнім (патріаршим) хрестом; угорі щита розташовані літери I.V.I.S.H.F.S, що означають девіз ордена на латині: «IN VERITAE IUSTUS SUM HUIC FRATERNALI SOCIETATI».
На печатці Ордена був зображений Святий Георгій, що вражає списом змія.
Орденськими шатами для членів братства служив чорний плащ до колін і чорна шапочка.
Статут був написаний на латині (офіційній мові Угорщини того часу) і складався приблизно з 1700 слів, у вигляді грамот. Скріплювала документ велика печатка Товариства з Святим Георгієм на коні, що вбиває дракона під копитами. Цей документ зберігається в Національному архіві Угорщини.